# Kerberos (měsíc)

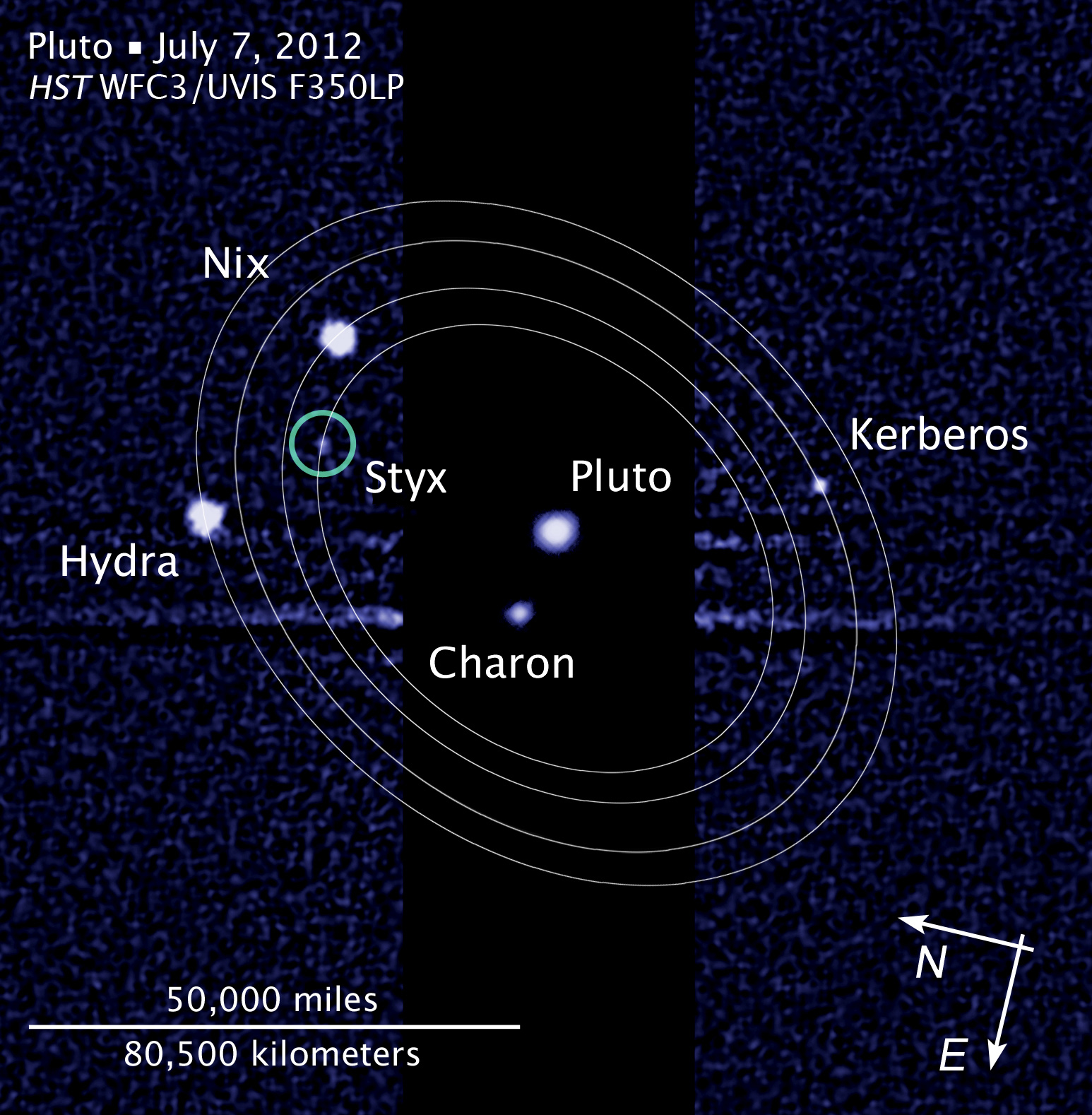
Oběžné dráhy všech známých měsíců Pluta

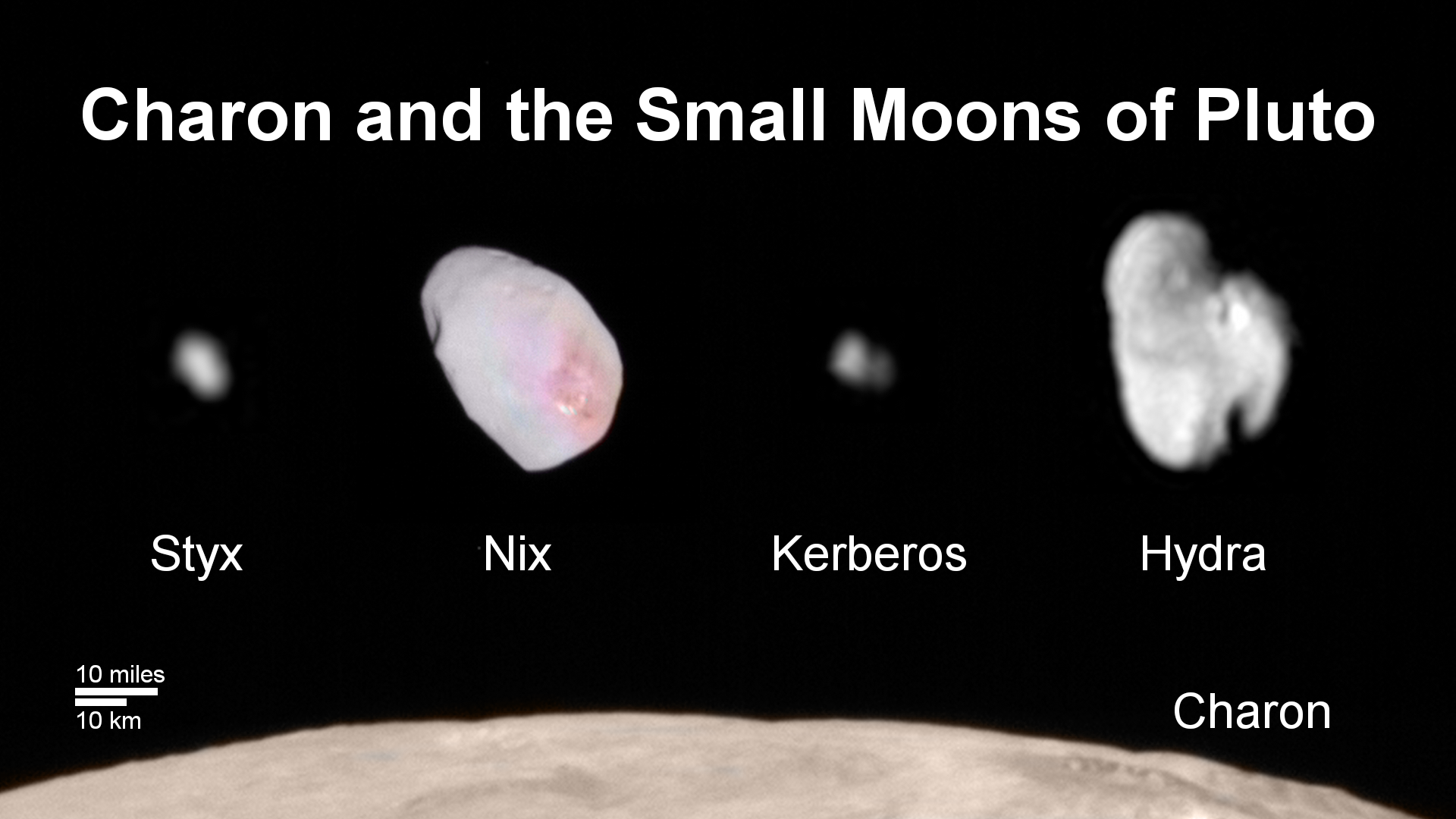
Porovnání všech dosud známých měsíců Pluta

Kerberos je malý měsíc obíhající trpasličí planetu Pluto. Jeho objev byl oznámen 20. července 2011. Je čtvrtým objeveným z dosud (2013) pěti známých měsíců Pluta.
Okolo Pluta a jeho měsíců proletěla v polovině července 2015 sonda New Horizons. Ta pořídila množství vědeckých dat a fotografií, které jsou v současné době stále zpracovávány.

## Objev
Kerberos byl objeven pomocí Hubblova vesmírného dalekohledu během pátrání po případných prstencích Pluta. Astronomové se totiž obávali, že pokud Pluto nějaké prstence má, mohly by ohrozit blížící se sondu New Horizons, která k němu dorazila v červenci 2015. Tatáž obava panovala i z případných dalších, zatím neobjevených měsíců, avšak sonda průlet systémem přežila.
Poprvé byl Kerberos spatřen na snímcích pořízených 28. června 2011 a následně pak 3. a 18. července 2011. Oficiálně byl objev potvrzen a oznámen 20. července 2011. Zpětně pak byl měsíc nalezen také na předobjevových snímcích pocházejících již z 15. února 2006 a 25. června 2010. Kerberos je desetkrát méně jasný než měsíc Nix, takže pro jeho zachycení na fotografiích byla nutná 8minutová expozice.
Kerberos je čtvrtým známým Plutovým měsícem po Charonu objeveném již roku 1978 a Nix s Hydrou, jež byly společně objeveny roku 2005. Kromě nich byl roku 2012 objeven ještě pátý satelit, Styx.

## Fyzikální vlastnosti
Astronomové odhadují průměr měsíce v závislosti na uvažované odrazivosti jeho povrchu na 13–34 km. To ho činí druhým nejmenším ze známých měsíců Pluta. V době objevu měl měsíc zdánlivou hvězdnou velikost 26,1 ± 0,3.

## Vlastnosti oběžné dráhy
Z dosavadních pozorování se zdá, že měsíc obíhá Pluto v ekvatoriální (rovníkové) rovině mezi Nix a Hydrou, a to po kruhové dráze o poloměru 57 783 km ± 19 km. Jeden oběh mu trvá asi 32,17 pozemského dne.

## Původ
Je možné, že Kerberos vznikl podobně jako i ostatní měsíce Pluta z pozůstatků po ničivé kolizi s nějakým jiným tělesem Kuiperova pásu (stejně jako Měsíc měl podle teorie velkého impaktu vzniknout po srážce Země s jiným velkým tělesem).

## Jméno
Po objevu měsíc získal nejprve tzv. provizorní označení S/2011 (134340) 1 (někdy uváděné ve formě S/2011 P 1), a neformálně byl znám také pod označením P4.
Při hledání jména pro nový měsíc se Mark Showalter, vedoucí týmu, který těleso objevil, rozhodl zorganizovat veřejnou soutěž. Aby nové jméno bylo konzistentní se jmény ostatních měsíců Pluta, bylo ustanoveno, že musí pocházet z řecké a římské mytologie a vztahovat se k podsvětí. William Shatner, herec, který ztvárnil postavu kapitána Jamese T. Kirka v seriálu Star Trek, v soutěži navrhl jména Vulcan (česky: Vulkán) a Romulus, tj. řeckého boha ohně, který byl současně synovcem Pluta, a zakladatele Říma, přičemž obě tato jména zjevně odkazovala také na fiktivní planety v seriálu Star Trek. Jméno Romulus bylo zamítnuto, protože stejné jméno již nese jeden z měsíců obíhajících planetku (87) Sylvia.
V soutěži nakonec zvítězil návrh jména Vulkán, přičemž na druhém místě skončil Cerberus (latinské jméno vícehlavého psa strážícího vstup do podsvětí) a na třetím Styx (bohyně zosobňující stejnojmennou řeku obtékající říši mrtvých). Vítězné jméno však nakonec Mezinárodní astronomická unie (IAU) neschválila, protože se již vžilo pro hypotetickou planetu obíhající mezi Merkurem a Sluncem. Existence této předpokládané planety sice byla vyvrácena, ovšem stále zůstává v užívání název „vulkanoid“ pro jakoukoliv případnou planetku nalezenou v této oblasti.
Problém byl i se jménem Cerberus, které již nese planetka (1865) Cerberus (objevená roku 1935 českým astronomem Lubošem Kohoutkem), a proto měsíc nakonec dostal řeckou variantu tohoto jména, tj. Kerberos. Spolu s ním pak pátý objevený měsíc Pluta obdržel jméno Styx. Nová jména byla oznámena 2. července 2013.